# Tegipiolus pachypus
Genre
Espèce
Tegipiolus pachypus, unique représentant du genre Tegipiolus, est une espèce d'opilions laniatores de la famille des Kimulidae.

## Distribution
Cette espèce est endémique du Pernambouc au Brésil. Elle se rencontre vers Tegipio et Buiquea.

## Description
Le mâle holotype mesure 2 mm.

## Publication originale
- Roewer, 1949 : « Über Phalangodiden I. (Subfam. Phalangodinae, Tricommatinae, Samoinae.) Weitere Weberknechte XIII. » Senckenbergiana, vol. 30, p. 11–61.